# 钟庄镇
钟庄镇是中国江苏省盐城市建湖县下辖的一个镇。

## 行政区划
钟庄镇下辖以下行政区：
钟东居委会、钟西居委会、新联村、东北村、范墩村、马渡村、钟南村、双港村、丁港村、口河村、刘岑村、秉文村、大王村、建新村、新河村、古桥村、南华村